# Структурні шаблони
Структурні шаблони (англ. structural patterns) — шаблони проєктування, у яких розглядається питання про те, як із класів та об'єктів утворюються більші за розмірами структури.
Структурні шаблони рівня класу використовують успадкування для утворення композицій із інтерфейсів та реалізацій.
Структурні шаблони рівня об'єкта компонують об'єкти для отримання нової функціональності. Додаткова гнучкість у цьому разі пов'язана з можливістю змінювати композицію об'єктів під час виконання, що є неприпустимим для статичної композиції класів.

## Перелік структурних шаблонів
- Адаптер (Adapter)
- Декоратор (Decorator)
- Замісник (Proxy)
- Компонувальник (Composite)
- Міст (Bridge)
- Легковаговик (Flyweight)
- Фасад (Facade)
- Модуль